# Luther Strange

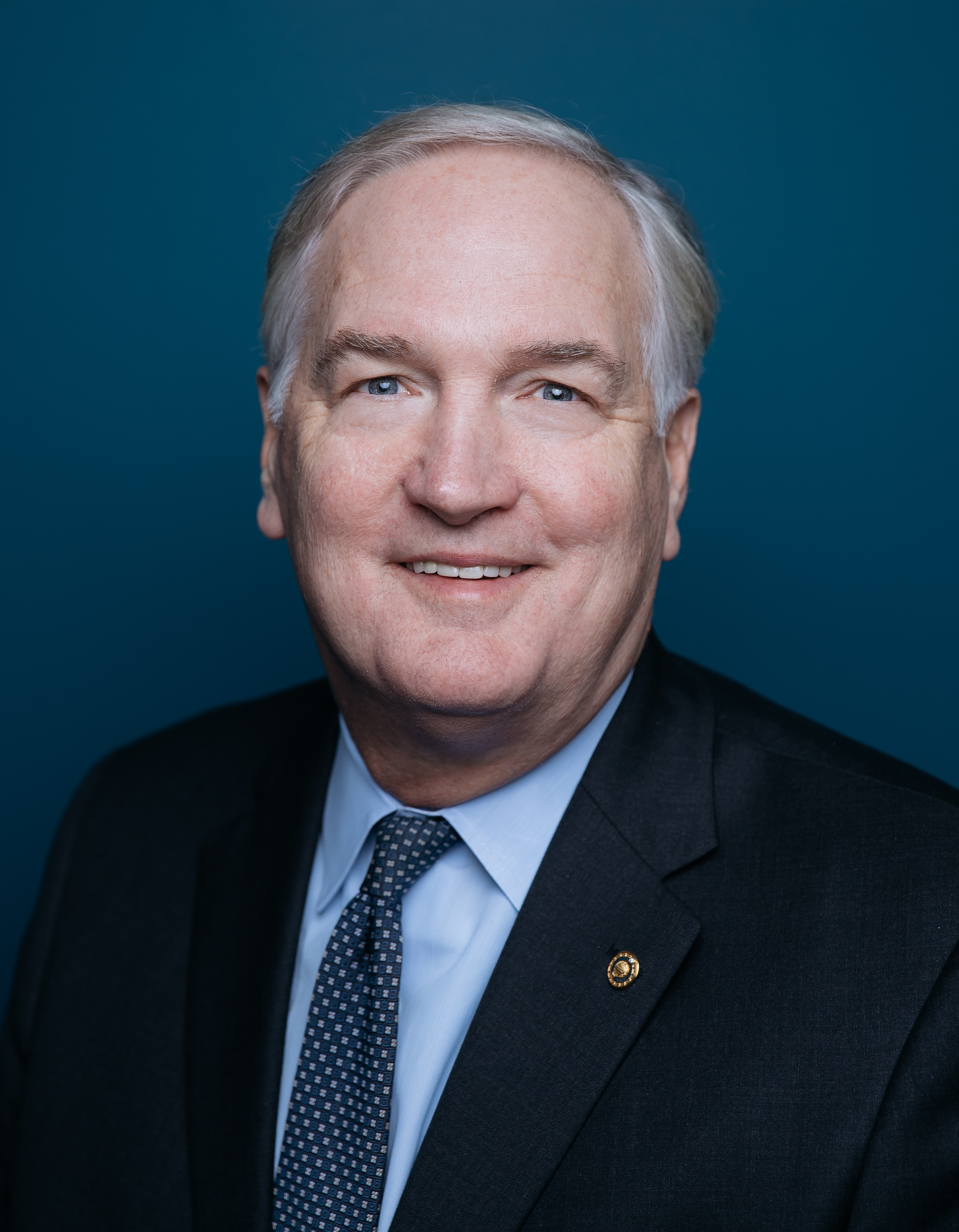
Luther Strange

Luther Johnson Strange III, född 1 mars 1953 i Birmingham i Alabama, är en amerikansk republikansk politiker. Han representerade delstaten Alabama i USA:s senat från februari 2017 till januari 2018.
Strange avlade 1975 kandidatexamen vid Tulane University och 1979 juristexamen vid samma universitet. Han inledde 1981 sin karriär som advokat i Birmingham och tjänstgjorde som Alabamas justitieminister 2011–2017.
Guvernör Robert J. Bentley utnämnde Strange till senaten fram till fyllnadsvalet 2017. I republikanernas primärval besegrades Strange av Roy Moore trots att han fick stöd av Donald Trump. Den 12 december, valdes Doug Jones som hans efterträdare, eftersom Jones besegrade Moore i fyllnadsvalet. 